# Gobernaturas del Báltico
La Gobernación General del Báltico (del ruso: Прибалтийское генерал-губернаторство), en un principio las Gobernaciones de Ostsee (en alemán: Ostseegouvernements, en ruso: Остзейские губернии) es el nombre de la demoarcación de un conjunto de unidades administrativas del Imperio ruso (gubernias) en los territorios del Ducado de Estonia, la Livonia Sueca (1721) y, posteriormente, el Ducado de Curlandia (1795).

## Historia
El Tratado de Vilnius de 1561 incluía el Privilegium Sigismundi Augusti a través del cual Segismundo II Augusto le garantizaba a los estados livonios varios privilegios, entre ellos la libertad religiosa con respecto a las Confesiones de Augsburgo, el Indigenat (en polaco: Indygenat), y la continuación de la jurisdicción y administración tradicional germana. Los términos relacionados con la libertad religiosa prohibían cualquier regulación de la tradicional orden protestante por parte de autoridades religiosas o seculares, y determinó que los casos en que haya desacuerdos sean juzgados solamente por académicos protestantes. Cuando en 1710 Estonia y Livonia capitularon ante Rusia durante la Gran Guerra del Norte, las capitulaciones hacían referencia explícita al Privilegium Sigismundi Augusti, con la respectiva referencia siendo confirmada en el Tratado de Nystad (1721).
Los dominios de la Estonia Sueca (en lo que hoy en día es el norte de Estonia) y la Livonia Sueca (en lo que hoy en día es el sur de Estonia y el norte de Letonia) se convirtieron en las gobernaturas de Reval y Riga, cuando fueron conquistados por Rusia durante la Gran Guerra del Norte, y luego cedidos a Suecia en el Tratado de Nystad en 1721. En particular, tanto la Gobernatura de Reval y la Gobernatura de Riga fueron subdivididas cada una en una sola provincia: la provincia de Estonia y la provincia de Livonia, respectivamente. En el periodo de la llamada Regencia, entre 1783 y 1796, se creó la Oficina del Regente (más adelante el Gobernador General) en Riga. Consistía de dos subdivisiones que lidiaban con asuntos locales y rusos.
Luego de una reforma administrativa en 1796, la Gobernatura de Reval fue renombada como Gobernatura de Estlandia (en ruso: Эстляндская губерния), y la Gobernatura de Riga fue renombrada como Gobernatura de Livonia (en ruso: Лифляндская губерния). La provincia báltica de Curlandia fue anexada por el Imperio ruso luego de la tercera partición de la República de las Dos Naciones en 1795.
El Gobernador General del Báltico (en ruso: Прибалтийский генерал-губернатор) era el representante del Emperador de Rusia en las provincias de Estonia, Livonia y Curlandia. Era designado por el emperador y se sometía a este último al igual que al senado. Sus obligaciones eran reguladas por leyes e instrucciones de las autoridades centrales. Desde el principio del siglo XIX actuó como intermediario entre los ministerios en San Petersburgo y la administración de las Gobernaturas del Báltico en el lugar.
El Gobernador General, la más alta autoridad local militar y ejecutiva, estaba a cargo del orden interno en las provincias y debía cuidar de su seguridad en general. Estaba a cargo del reclutamiento de tropas y de vigilar las guarniciones y fortificaciones. Al igual que las guberniyas del Gran Ducado Finlandia, las Gobernaturas del Báltico no eran sujetas a las leyes civiles y administrativas comunes del Imperio ruso, pero no contaban con un sistema monetario, fiscal o de pasaportes propio. Al igual que las guberniyas del Reino de Polonia fueron consideradas como una entidad integral y la ley rusa les proporcionaba la preservación de las autoridades locales. En el Báltico estas eran llamadas Landtags. La legislación especial que fijaba las reglas para la administración municipal y el emprendimiento según las tradiciones locales, al igual que los privilegios para la nobleza local del Báltico eran conocidos bajo el nombre colectivo de Derecho Ostsee (del ruso: Остзейское право).
A partir de finales del siglo XVIII hasta 1917, los nombres y territorios de la Gobernación de Curlandia (en alemán: Kurländisches Gouvernement, en ruso: Курляндская губерния), la Gobernación de Livonia (en alemán: Livländisches Gouvernement, en ruso: Лифляндская губерния) y la Gobernación de Estonia (en alemán: Estländisches Gouvernement, en ruso: Эстляндская губерния) se mantuvieron iguales; la Revolución de febrero de 1917 fue seguida por una redistribución interna de las tierras letonas y estonias entre los dos últimos. La Revolución de octubre de 1917 y el Tratado de Brest-Litovsk de 1918 crearon los prerrequisitos para la declaración de independencia de estas gobernaciones como los estados independientes de Estonia y Letonia.

## Lista de Gobernadores Generales
- Aleksandr Danílovich Ménshikov (1710-1719) como el gobernador general de Ingria
- Fiódor Apraksin (1719-1728)
- Friedrich Baron von Löwen (1728-1736)
- Platón Ivánovich Musin-Pushkin (1736)
- Gustaf Otto Douglas (1736-1740)
- Ulrich Frédéric Woldemar, Comte de Lowendal (1740-1743)
- Pedro Augusto de Schleswig-Holstein-Sonderburg-Beck (1743-1753, 1758-1775)
- Vladímir Petróvich Dolgorúkov (1753-1758)
- George Browne (1775-1792)
- Nikolái Repnin (1792-1798)
- Ludwig von Nagel (1798-1800)
- Peter Ludwig von der Pahlen (1800-1801)
- Serguéi Fiódorovich Golitsyn (1801-1803)
- Federico de Buxhoeveden (1803-1808)
- Jorge de Oldenburgo (1808-1809)
- Berend Johann von Uexküll (1809-1811, 1816-1818)
- Augusto de Oldenburgo (1811-1816)
- Filippo Paulucci (1818-1829)
- Carl Magnus von der Pahlen (1829-1845)
- Yevgueni Golovín (1845-1847)
- Aleksandr Arkádievich Suvórov (1848-1861)
- Wilhelm Heinrich von Lieven (1861-1864)
- Piotr Andréievich Shuválov (1864-1866)
- Eduard Baránov (1866)
- Piotr Albedinski (1866-1870)
- Piotr Bagratión (1870-1876)